# Кумакский сельсовет (Новоорский район)
Кумакский сельсовет — сельское поселение в Новоорском районе Оренбургской области Российской Федерации.
Административный центр — село Кумак.

## История
9 марта 2005 года в соответствии с законом Оренбургской области № 1905/313-III-ОЗ образовано сельское поселение Кумакский сельсовет, установлены границы муниципального образования.

## Население
| 2010  | 2012  | 2013  | 2014  | 2015  | 2016  | 2017  |
| ----- | ----- | ----- | ----- | ----- | ----- | ----- |
| 1860  | ↘1830 | ↘1792 | ↘1790 | ↘1758 | ↘1753 | ↘1728 |
| 2018  | 2019  | 2020  | 2021  |       |       |       |
| ↘1665 | ↘1632 | ↘1602 | ↘1567 |       |       |       |

## Состав сельского поселения
| № | Населённый пункт | Тип населённого пункта       | Население |
| - | ---------------- | ---------------------------- | --------- |
| 1 | Кумак            | село, административный центр | 1860      |
| 2 | Кумакская        | железнодорожная станция      | 0         |